# Molophilus (Molophilus) ochraceus
Molophilus (Molophilus) ochraceus is een tweevleugelige uit de familie steltmuggen (Limoniidae). De soort komt voor in het Palearctisch gebied.